# رفیق (فیلم ۲۰۲۰)
رفیق (به هندی: Yaara) یا یار یک فیلم جنایی اکشن زبان هندی محصول سال ۲۰۲۰ هند است که توسط تیگمانشو دولیا نوشته و کارگردانی شده و توسط تیگمانشو دولیا فیلمز و اژر انترتینمنت تهیه شده است. در این فیلم ویدیوت جاموال، شروتی حسن، آمیت ساد، ویجی وارما، کنی باسوماتاری و آنکور ویکال ایفای نقش می‌کنند. این فیلم بازسازی رسمی فیلم فرانسوی داستان یک گروه تبهکار محصول سال ۲۰۱۱ است. در این فیلم، اعضای یک گروه تبهکار پس از چندین سال دوباره گرد هم می‌آیند تا دوستی را که توسط پلیس دستگیر شده است، نجات دهند.
یارا که در ابتدا قرار بود در سینماها اکران شود، در ۳۰ ژوئیه ۲۰۲۰ به صورت دیجیتالی از طریق زی۵ به نمایش درآمد و نقدهای متفاوتی از منتقدان دریافت کرد. منتقدان عملکرد بازیگران، سکانس‌های اکشن و جنبه‌های فنی را ستودند، اما از فیلم‌نامه و کارگردانی آن انتقاد کردند.

## خلاصه داستان
دهه ۱۹۵۰: فاگون و میتوا با هم توسط مردی به نام چاند در جایسالمر بزرگ می‌شوند. وقتی اسلحه‌ای که چاند ساخته برای کشتن برادر یک جنایتکار استفاده می‌شود، چاند برای نجات فاگون و میتوا خودکشی می‌کند و آن دو نیز خانه آن جنایتکار را به آتش کشیده و فرار می‌کنند. در مرز هند و نپال، مردی به نام چمن، آنها را به همراه رضوان و بهادر به عنوان اعضای «گروه چوکدی» استخدام می‌کند. آنها با هم دوست می‌شوند و به عنوان قاچاقچیان حرفه‌ای کالا بین هند و نپال بزرگ می‌شوند. یک روز، یک گانگستر قدرتمند به این گروه و دستیار مورد اعتمادش، فقیرا، مأموریت می‌دهد که به پاتنا بروند و از یک بانک سرقت کنند، اما آن را طوری جلوه دهند که کار ناکسالیتها بوده است.
پس از سرقت، در یک درگیری با پلیس، چمن کشته می‌شود و گروه برای انتقام، گانگستر و افرادش را می‌کشد. فقیرا بعداً به گروه می‌پیوندد و قول می‌دهد که دوستی وفادار باشد. گروه با کتک زدن یک ارباب فاسد و تأمین غذا به برخی از روستاییان کمک می‌کند و پس از آن قطعه زمینی را برای فعالیت‌های خود می‌خرد. فاگون با دانشجویی به نام سوکانیا آشنا می‌شود که برای یک جنبش سیاسی کار می‌کند. سوکانیا پس از اینکه فاگون برای نجات او و یکی از اعضای زخمی حزب با پلیس‌های فاسد درگیر می‌شود، به او علاقه‌مند می‌شود. گروه بعداً به روستای سوکانیا می‌رود، اما فقیرا زودتر آنجا را ترک می‌کند.
در طول شب، گروه با پلیس درگیر می‌شود که منجر به شکنجه و دستگیری اعضای آن می‌شود. رضوان و بهادر به هفت سال زندان، میتوا به چهار سال و فاگون به ده سال زندان محکوم می‌شوند. پس از یک سال، سوکانیا با او ملاقات می‌کند و فاش می‌کند که او نیز دستگیر شده، اما پس از تعرض، آزاد شده است. آنها پس از آزادی فاگون و پیوستن دوباره‌اش به رضوان و بهادر، با هم ازدواج می‌کنند. گروه به فقیرا و همچنین میتوا که برای شکیل کار می‌کند و یک پسر ۲ ساله را با تانوجا در دهلی رها کرده، مشکوک می‌شود. پس از ازدواجش با سوکانیا، فاگون وارد کار خرید و فروش زمین می‌شود.
۱۹۹۷: JCP جسجیت سینگ با فاگون، رضوان و بهادر ملاقات می‌کند تا آنها را از دستگیری میتوا مطلع کند. سوکانیا نمی‌خواهد فاگون در این ماجرا دخالت کند، اما فاگون بر کمک به میتوا پافشاری می‌کند و با کمک شوهر بدرفتار تانوجا، مادان، و دو مرد دیگر که بعداً کشته می‌شوند، او را نجات می‌دهد. میتوا بعداً فاش می‌کند که به خاطر یک پرونده کوچک به مدت ۶ ماه به زندان افتاده و دوست‌دختر باردارش تانوجا با مادان ازدواج کرده است. یک جنایتکار و شریک سابق به نام شکیل به دنبال اوست، زیرا میتوا که برای دورانیِ مستقر در رومانی کار می‌کرده، احساس می‌کرده دستمزد کمی دریافت می‌کند و پس از سرقت پول فرار کرده است. فاگون بعداً به خانه می‌رسد و مترسکی را می‌یابد که روی آن پیامی برای تحویل دادن میتوا نوشته شده است.
گروه نگران می‌شود و تصمیم می‌گیرد تانوجا را به همراه پسرش تینکو در خانه بهادر نگه دارد، اما شکیل از راه می‌رسد و تانوجا و بهادر را می‌کشد. گروه از طریق جسجیت از این موضوع مطلع می‌شود و با کمک معشوقه رضوان، شکیل را به دامی کشانده و او را می‌کشد. جسجیت از فاگون برای از بین بردن شکیل تشکر می‌کند، اما همچنان از او می‌خواهد که میتوا را تحویل دهد. هنگام رفتن به یک مراسم عروسی، سوکانیا فاش می‌کند که تینکو از صحبت قاتلان با دورانی گفته است، که این موضوع فاگون را نگران می‌کند. در مراسم، یک قاتل، رضوان و دوست‌دختر متأهلش سونیا را در دستشویی به قتل می‌رساند.
فاگون که می‌خواهد به این درگیری پایان دهد، برای ملاقات با دورانی به رومانی پرواز می‌کند و در آنجا متوجه می‌شود که دورانی کسی جز فقیرا نیست. فاگون، فقیرا را می‌کشد و با محافظانش مبارزه می‌کند و سپس به هند بازمی‌گردد. او در آنجا به طور خصوصی با جسجیت ملاقات می‌کند و می‌فهمد که این میتوا بوده که نام اعضای گروه را به پلیس داده و در نهایت کوتاه‌ترین حکم را گرفته است. سپس فاگون با میتوا ملاقات می‌کند و به او می‌گوید که از خیانتش خبر دارد. با این حال، فاگون گذرنامه و بلیط‌ها را به همراه یک اسلحه به میتوا می‌دهد، پیش از آنکه جسجیت با تیمش برای دستگیری میتوای عذاب‌وجدان‌گرفته از راه برسد؛ میتوا در نهایت به خود شلیک می‌کند. در خانه، فاگون می‌بیند که تینکو با پسر او و سوکانیا، آرجون، پیانو می‌نوازد.

## بازیگران
```
* 
ویدیوت جاموال
 در نقش فاگون گادوریا با نام مستعار پارامویر
* 
شروتی حسن
 در نقش سوکانیا
* 
آمیت ساد
 در نقش مبارک شهریار با نام مستعار میتوا
* 
ویجی وارما
 در نقش رضوان شیخ
* 
کنی باسوماتاری
 در نقش بهیمسن تاپا با نام مستعار بهادر
* 
محمدعلی شاه
 در نقش جسجیت سینگ
* 
سانجی میشرا
 در نقش چمن
* 
آنکور ویکال
 در نقش فقیرا / دورانی
* شریا نارایان در نقش تانوجا
* ماریسکا پخارل
* راجیو گوپتا در نقش قاضی ناند کیشور ورما
```

## موسیقی متن
موسیقی فیلم توسط گوراو-روشین، شان، آنکیت تیواری و سیدارت پاندیت ساخته شده و اشعار آن توسط پراشانت اینگول، سونیل سیریوایا، مانوج مونتاشیر و رِو شرگیل سروده شده است.
الگو:جدول فهرست قطعه‌ها

## انتشار
یارا در ۳۰ ژوئیه ۲۰۲۰ از طریق زی۵ به نمایش درآمد. در ابتدا قرار بود این فیلم در سینماها اکران شود، اما به دلیل دنیاگیری کووید-۱۹ و تعطیلی سینماها، این تصمیم لغو و فیلم به صورت دیجیتالی منتشر شد.

## بازخورد منتقدان
الگو:Rotten Tomatoes prose
جیوتی کانیال از ایندیا تودی امتیاز ۲٫۵ از ۵ ستاره را به فیلم داد و نوشت: «یارا لحظات خاص خود را دارد، هرچند به صورت پراکنده، که شما را تا پایان مشتاق نگه می‌دارد. با این حال، سرعت کند فیلم، تدوین ضعیف و فیلم‌نامه آن را کم‌اثر کرده است.» سیبال چاترجی از ان‌دی‌تی‌وی امتیاز ۲ از ۵ ستاره را به فیلم داد و نوشت: «یارا لحظات خوبی دارد، اما تعداد آنها بسیار کم و پراکنده است تا تأثیری بگذارد و مسیر فیلم را تغییر دهد. این اثر هیچ شانسی برای قرار گرفتن در میان بهترین آثار دولیا ندارد. فیلم بیش از حد بی‌هدف است تا بتواند توجه مخاطب را تا پایان حفظ کند.»
شوبرا گوپتا از ایندیان اکسپرس امتیاز ۲ از ۵ ستاره را به فیلم داد و نوشت: «یارا باید یک اثر یکنواخت و پرسرعت، آراسته به بازی‌های جالب می‌بود، اما فقط به صورت پراکنده موفق عمل می‌کند.» پوجا داراده از کویموی امتیاز ۲ از ۵ ستاره را به فیلم داد و نوشت: «یارا لحظات خوب و لحظات بد بسیاری دارد. داستانی که پتانسیل زیادی برای تبدیل شدن به یک فیلم عالی داشت، متوسط از آب درآمده، اما از عملکرد هیچ‌کدام از بازیگران ناامید نخواهید شد.»
پرادیپ کومار از هندو نوشت: «یارا به کارگردانی تیگمانشو دولیا، ترکیبی از یک داستان غیرخلاقانه است که با فیلم‌نامه‌ای عجیب و غریب که شما را از مسیر خارج می‌کند، به هم دوخته شده است.» سامرودی گوش از هندوستان تایمز نوشت: «اگر فیلم‌های قبلی تیگمانشو دولیا – پان سینگ تومار، حاصل و ارباب، همسر و گانگستر – را معیاری برای سنجش قرار دهیم، یارا یک ناامیدی بزرگ است. فیلم فاقد شور و هیجان است و بیش از حد گسترده است تا بتواند علاقه و توجه را تا پایان حفظ کند.»